# Energía de Dinamarca
En Dinamarca destaca la energía eólica, es decir por medio del viento. Dinamarca es el 5º país europeo en la producción de energía eléctrica por medio del viento. En Dinamarca no destacan otro tipo de maneras de obtener energía eléctrica, pero sí que destacan también la hidroeléctrica y mareomotriz también, los ríos de Dinamarca son cortos pero algunos pueden ser utilizados para obtener energía.

## Cantidades de obtención
Dinamarca destaca sobre todo la energía eólica, las demás no son destacables, centrales nucleares apenas hay y centrales hidráulicas son más numerosas pero no alcanzan a las eólicas.
- Eólica: 57%.
- Hidroeléctrica: 22%.
- Mareomotriz: 9%.
- Nuclear: 5%.
- Térmica: 7%.

## ¿Por qué estas cantidades tan desiguales?
Dinamarca es un país pequeño situado hacia el norte de Europa, estas son zonas donde se producen fuertes vientos y las temperaturas a veces son frías. Por ello se aprovechan los fuertes vientos para producir energía, algo bueno pues este tipo de energía es renovable y lo más importante, limpia y pura con lo que se está desarrollando única y exclusivamente para ella en Dinamarca. En cuanto las centrales la mayoría de ellas se encuentran mar adentro, esto se debe a que en el mar los vientos  todavía son más fuertes y se puede obtener más energía.
- Datos: Q5832662